# لیز ماگیل
ماری الیزابت ماگیل (زاده ۱۹۶۶) پژوهشگر حقوق و رئیس دانشگاه آمریکایی است. او نهمین رئیس دانشگاه پنسیلوانیا از سال ۲۰۲۲ تا ۲۰۲۳، معاون اجرایی و استاد دانشگاه ویرجینیا از سال ۲۰۱۹ تا ۲۰۲۲، و رئیس دانشکده حقوق استنفورد از سال ۲۰۱۲ تا ۲۰۱۹ بود.

## سال های ابتدایی زندگی و تحصیلات
ماگیل اهل فارگو در داکوتای شمالی است. وی دختر فرانک ماگیل، قاضی ارشد فدرال ایالات متحده در دادگاه تجدیدنظر ایالات متحده برای حوزه هشتم است. برادر او، فرانک ماگیل جونیور، یک قاضی منطقه در ناحیه چهارم قضایی مینه سوتا است.
ماگیل در سال ۱۹۸۸ مدرک کارشناسی هنر را در رشته تاریخ از دانشگاه ییل دریافت کرد و در آنجا به عنوان رئیس دموکرات های کالج ییل خدمت کرد. او در سال ۱۹۹۵ دکترای حقوق را از دانشگاه ویرجینیا دریافت کرد.

## حرفه

### حرفه حقوق
از سال ۱۹۸۸ تا ۱۹۹۲، ماگیل به عنوان دستیار ارشد قانونگذاری برای سناتور ایالات متحده، کنت کنراد از داکوتای شمالی، کار کرد. بعد از مدرسه حقوق، ماگیل از سال ۱۹۹۵ تا ۱۹۹۶ به عنوان منشی برای قاضی جی. هاروی ویلکینسون سوم در دادگاه تجدیدنظر ایالات متحده برای حوزه چهارم کار کرد. از ۱۹۹۶ تا ۱۹۹۷ به عنوان منشی برای قاضی دادگاه عالی ایالات متحده، روث بادر گینزبورگ فعالیت داشت. او به عضویت موسسه حقوقی آمریکا درآمد.

### سمت های دانشگاهی
در سال ۱۹۹۷، ماگیل به هیئت علمی دانشکده حقوق دانشگاه ویرجینیا پیوست و به مدت ۱۵ سال در آنجا کار کرد.

## ریاست دانشگاه
در ژوئیه ۲۰۲۲، او نهمین رئیس دانشگاه پنسیلوانیا شد،
و به عنوان استاد دانشگاه معتمد و استاد حقوق در دانشکده حقوق دانشگاه پنسیلوانیا به هیئت علمی دانشگاه پیوست.
پس از حمله ۷ اکتبر به رهبری حماس به اسرائیل و جنگ متعاقب آن، منتقدان ماگیل را متهم کردند که به اندازه کافی در محکوم کردن حماس و پاسخ به یهودستیزی در دانشگاه ناکام بوده است. حامیان مالی بزرگ به طور علنی حمایت مالی از دانشگاه را پس گرفتند و خواستار استعفای ماگیل شدند. ماگیل در نوامبر ۲۰۲۳ طرحی را برای مبارزه با یهودستیزی با یک کارگروه و یک گروه مشاوره دانشجویی اعلام کرد.
در ۵ دسامبر ۲۰۲۳، ماگیل در مقابل کمیته آموزش و نیروی کار مجلس نمایندگان به همراه رؤسای دانشگاه MIT و هاروارد در جلسه استماع درباره یهودی ستیزی در دانشگاه شهادت داد. از سه رئیس دانشگاه پرسیده شد که آیا فراخوان برای نسل کشی یهودیان تحت سیاست های دانشگاه به عنوان قلدری و آزار و اذیت تلقی می شود یا خیر؟ ماگیل و سایر روسای دانشگاه پاسخ دادند که این امر به شرایط بستگی دارد. پاسخ او جنجال قابل توجهی را در رسانه های اجتماعی ایجاد کرد.
هیئت مشاوران وارتون، که بر مدرسه وارتون نظارت دارد، خواستار استعفای ماگیل شد. راس استیونز، مدیرعامل Stone Ridge Asset Management تهدید کرد که اگر مگیل استعفا ندهد، سهام گروه هلدینگ خود را که در آن زمان به وارتون اهدا شده بود، به ارزش ۱۰۰ میلیون دلار لغو خواهد کرد.
او در ۹ دسامبر ۲۰۲۳ اعلام کرد که از ریاست دانشگاه استعفا می دهد.